# Samoa (film 1953)
Samoa (Return to Paradise) è un film del 1953 diretto da Mark Robson.